# بلهي شاه
هو سيد العاشقين زبدة العارفين بابا بلها شاه القادري الشطاري القصوري (بالاردو: بلہے شاہ) ولد بقرية أچ في سنة 1061ه ما يقابل 1675م. فقد سماه أبواه عبد الله لكن اشتهر فيما بعد باسم بلها شاه.

## نشأته
كان والده سيد شخي محمد درويش من العلماء الوقت وخطبائه وكان رجل بسيط. كان عائلة بلها شاه من سلالة الشيخ عبد القادر الجيلاني وجده أمجد الشيخ محمد غوث حاجر من حلب الي موضع اچ بسنة 887هـ. كان والده معلم الأول لبلها شاه فقراء القرآن الكريم والكتب الفارسية المروجة علي والده. وكان والده من العلماء وكان يريد ان يكون بلها شاه يحصل العلوم الظاهرة والباطنة فأرسل ابنه بلها شاه الي قصور لتحصيل العلوم الشريعية علي يد الشيخ حافظ غلام مرتضي صديقي وكان الشيخ حينئذ من العلماء المتبحرين المتقين فحصل بلها شاه علوم الشريعة وكان يحصى في زمرة العلماء.

## وصلات خارجية
- بلهي شاه على موقع ميوزك برينز (الإنجليزية)
- بلهي شاه على موقع ديسكوغز (الإنجليزية)
- مقالة عن الأبياب بلها شاه بلغة الإنجليزية